# آنيا الأفندي
آنيا الأفندي (مواليد 9 تمّوز/يوليو عام 1982)؛ هي إعلامية ومحامية جزائرية تعملُ كمقدمة أخبار وبرامج رياضيّة في قناة بي إن سبورتس.

## الحياة المُبكّرة
وُلدت آنيا الأفندي في الجزائر العاصمة من منطقة راقية في حي الأبيار. 
درست آنيا في كليّة الحقوق وقد التحقت بالعملِ في التلفزيون الجزائري وهي طالبة؛ كانَ ذلك في عام 2002 قبل أن تحصل على فرصة العمل في قناة بي إن سبورتس في وقتٍ لاحق.

## المسيرة المهنيّة
بدأت آنيا مسيرتها المهنيّة في برنامج المصباح السحري الذي كانَ يُذاع على التلفزيون الجزائري ثمّ انتقلت لتقديمِ عددٍ من البرامج الأخرى في شتى المجالات بما في ذلك البرامج الثقافية والاجتماعية والفنيّة على غِرار صباح الخير، عزيزي المشاهد، للعائلة، خليكم معنا، وقلب مفتوح.
بحلول عام 2011 وخِلال احتفال قناة الجزيرة الرياضية (بي إن سبورتس حاليًا) بعيدِ ميلادها الخامس عشر؛ أعلنت عن تنظيم مسابقة لأفضل المتخرجين على الهواء مباشرة فشاركت فيها آنيا ثمّ تمكّنت من احتلال المركز الثاني. تسببت لها مشاركتها في المسابقة في بعضِ المشاكل مع التلفزيون الجزائري الذي كانت قد قضت فيهِ تسع سنوات فقرّر استبعادها لأجلٍ غيرِ مسمى. في الوقتِ ذاته؛ حصلت على دعوة من قِبل قناة الجزيرة الرياضيّة فقررت الالتحاق بها في الدوحة بقطر.
قدمت أولَ برنامج لها مع قناة الجزيرة الرياضيّة تحتَ عنوان «شمش أفريقيا» والذي كان يهتمّ بآخر أخبار كأس الأمم الأفريقية 2013 كما قدّمت برنامج «هنا ريو» لتغطية آخر مستجدات كأس العالم 2014 الذي أُقيمَ في البرازيل فضلًا عن عشرات البرامج الأخرى ونشرات الأخبار في ذات القناة.

## الآراء السياسيّة
بالرغمِ من عملها كصحفيّة رياضيّة إلّا أنّ آنيا دائمة الحضور في المجال السياسي من خِلال تغريداتها على حسابها في موقع التدوين المصغر تويتر فضلًا عن التصريحات التي تُدلي بها بينَ الفينة والأخرى للصحف والمواقع الإخباريّة.

### الثورة السورية
تُظهر آنيا دعمًا خاصًا للثورة السوريّة وتُؤيد مطالب الشعب السوري في أحقيتهِ بإسقاط النظام كما تنتقدُ المجتمع الدولي وتخادله فيما يخص موضوع سوريا حيثُ سبق لها وأن صرّحت بالقول: «ما يحدث من قصف بالطائرات يوميا في سوريا ليس إرهابا! هذا مجتمع دولي منافق وفقط الأغبياء من يصدقونه»

### الأزمة الدبلوماسية مع قطر
كانت تغطي هذه الأزمة من منظور قطري، ما أثار انتقادات من بعض المحللين والساسة في الدول المقاطعة. كما كانت تكتب عن موضوعات أخرى تهم المجتمعات العربية، مثل حقوق المرأة والديمقراطية والثورات.

### الاحتجاجات الجزائرية 2019
أبدت دعمها للحراك الشعبي الجزائري من خلال تغريداتها على تويتر ومقابلاتها مع وسائل الإعلام.

## الحياة الخاصّة
تعمل كمقدمة أخبار وبرامج رياضية في قناة بي إن سبورتس. وهي معروفة بدعمها للحراك الشعبي الجزائري من خلال تغريداتها على تويتر ومقابلاتها مع وسائل الإعلام.

## قائمة أعمالها
قدمت عدة برامج في مختلف المجالات. في عام 2011، انضمت إلى قناة الجزيرة الرياضية (التي أصبحت بعد ذلك بي إن سبورتس) وقدمت برامج مختصة بالأحداث الرياضية العالمية مثل كأس الأمم الأفريقية وكأس العالم.
بعض من أبرز أعمالها هي:
المصباح السحري: برنامج ترفيهي على التلفزيون الجزائري
صباح الخير: برنامج ثقافي واجتماعي على التلفزيون الجزائري
شمس أفريقيا: برنامج رياضي على قناة الجزيرة الرياضية يغطي كأس الأمم الأفريقية 2013
هنا ريو: برنامج رياضي على قناة الجزيرة الرياضية يغطي كأس العالم 2014
نشرات الأخبار الرياضية: على قناة بي إن سبورتس